# Restaurant Laffite
 (mai 2016).
Si vous disposez d'ouvrages ou d'articles de référence ou si vous connaissez des sites web de qualité traitant du thème abordé ici, merci de compléter l'article en donnant les références utiles à sa vérifiabilité et en les liant à la section « Notes et références ».
Le restaurant Laffite était  un café-restaurant établi à Paris au XIXe siècle.

## Histoire
Le restaurant de Félix Laffite se situait rue Taranne, no 2, à l'angle de la rue Saint-Benoît. Les amateurs allaient y manger des gibelottes et admirer des panneaux peints par trois artistes, Gérôme, Hamon et Picou, que Laffite avait nourris lorsqu’ils étaient pauvres et que, une fois devenus célèbres, ils illustrèrent. Y venaient également Dantan, Harpignies, Decaen, Cormon, Feyen-Perrin et Poirson.

« Le père Laffitte [sic] était le tenancier d'un restaurant fameux sous le second Empire ; l'établissement, situé près de Saint-Germain des Prés, occupait à peu près l'emplacement de la statue de Diderot, sur le boulevard Saint-Germain, près de la rue de Rennes ; il a naturellement disparu lors des travaux d'élargissement du boulevard Saint-Germain, à cet endroit. C'était un rendez-vous de rapins, de peintres, d'artistes et le père Laffitte faisait volontiers, pendant un certain temps, crédit à ceux de ses clients, qui se trouvaient momentanément dans la gêne. »

— Eugène Hoffmann, Jean-Louis Hamon, peintre, Paris, chez l'auteur, 1903, p. 49, note 1.
Le restaurant déménagea sur l'autre côté de la rue, sur le nouveau boulevard Saint-Germain au no 153.
Il est en liquidation en août 1878.

## Iconographie
- Charles Marville, photographie de la rue Taranne vers 1865. In : Photographies des rues de Paris sous le second empire, tome 8, Bibliothèque administrative de la Ville de Paris et en ligne.